# Giovanni Nicola de Milis
Giovanni Nicola de Milis, latinizzato come Johannes Nicolaus de Milis (Verona, XIV secolo – XV secolo), è stato un giurista italiano del XV secolo.

## Biografia
Nativo di Verona (o di Brescia secondo altre fonti), era dottore in giurisprudenza e avvocato. Fu attivo a Roma nella prima metà del XV secolo. Scrisse un repertorio legale, c. 1430-1440.

## Opere

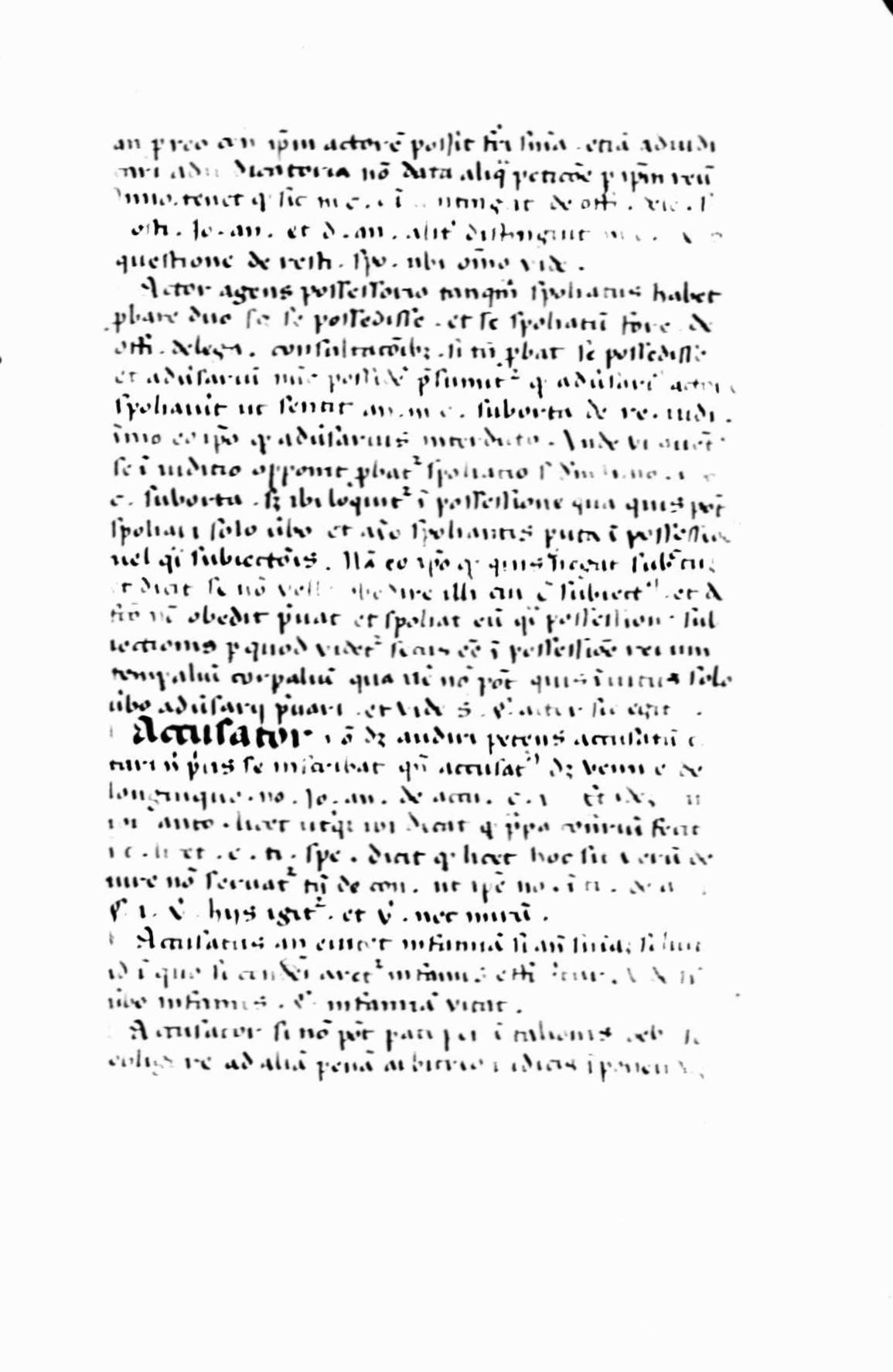
Repertorium iuris canonci (repertorium 'Absenti'), manoscritto, XV secolo. Sankt Gallen, Stiftsbibliothek St. Gallen, Handschriften, Cod. Sang. 696.

- Allegationes in causa Brabantina matrimoniali pro Duce
- (LA) Repertorium iuris, Rome, Georg Lauer, 1475.

### Manoscritti
- Repertorium iuris canonci (repertorium 'Absenti'), XV secolo, Sankt Gallen, Stiftsbibliothek St. Gallen, Handschriften, Cod. Sang. 696.